# Línia poligonal

Línia poligonal simple

Una línia poligonal o cadena poligonal és una sèrie connectada de segments lineals. Més formalment, una cadena poligonal P és una corba determinada per una seqüència de punts {\displaystyle \scriptstyle (A_{1},A_{2},\dots ,A_{n})} (anomenats vèrtexs), de tal manera que la corba està formada pels segments lineals que connecten els vèrtexs consecutius. En infografia se sol anomenar la línia poligonal com polilínia, i se sol fer servir per aproximar camins curvilinis.

Línia poligonal tancada

Una línia poligonal simple és aquella que els seus segments només s'intersequen amb els seus segments consecutius i, a més, tan sols ho fan en els seus punts finals. D'altra banda, una línia poligonal tancada és aquella que el primer vèrtex coincideix amb l'últim; quan se situa en el pla, forma la frontera d'un polígon. Finalment, una línia poligonal és monòtona si hi ha una línia recta L tal que tota línia perpendicular a L s'interseca amb la cadena poligonal com a mínim una vegada.